# Piz Varuna
Piz Varuna är en bergstopp i Schweiz.   Den ligger i regionen Bernina och kantonen Graubünden, i den östra delen av landet, 210 km öster om huvudstaden Bern. Toppen på Piz Varuna är 3 453 meter över havet, eller 229 meter över den omgivande terrängen. Bredden vid basen är 1,8 km. Piz Varuna ingår i Bernina.
Terrängen runt Piz Varuna är huvudsakligen mycket bergig. Runt Piz Varuna är det glesbefolkat, med 18 invånare per kvadratkilometer.. Närmaste större samhälle är Poschiavo, 5,8 km sydost om Piz Varuna. 
Trakten runt Piz Varuna består i huvudsak av gräsmarker.